# Pycnarmon sarumalis
Pycnarmon sarumalis is een vlinder van de familie van de grasmotten (Crambidae). De wetenschappelijke naam van deze soort is voor het eerst voorgesteld als Entephria sarumalis door William Jacob Holland in een publicatie uit 1900.
De soort komt voor in Indonesië (Buru).